# Protestes de Portugal de 2011

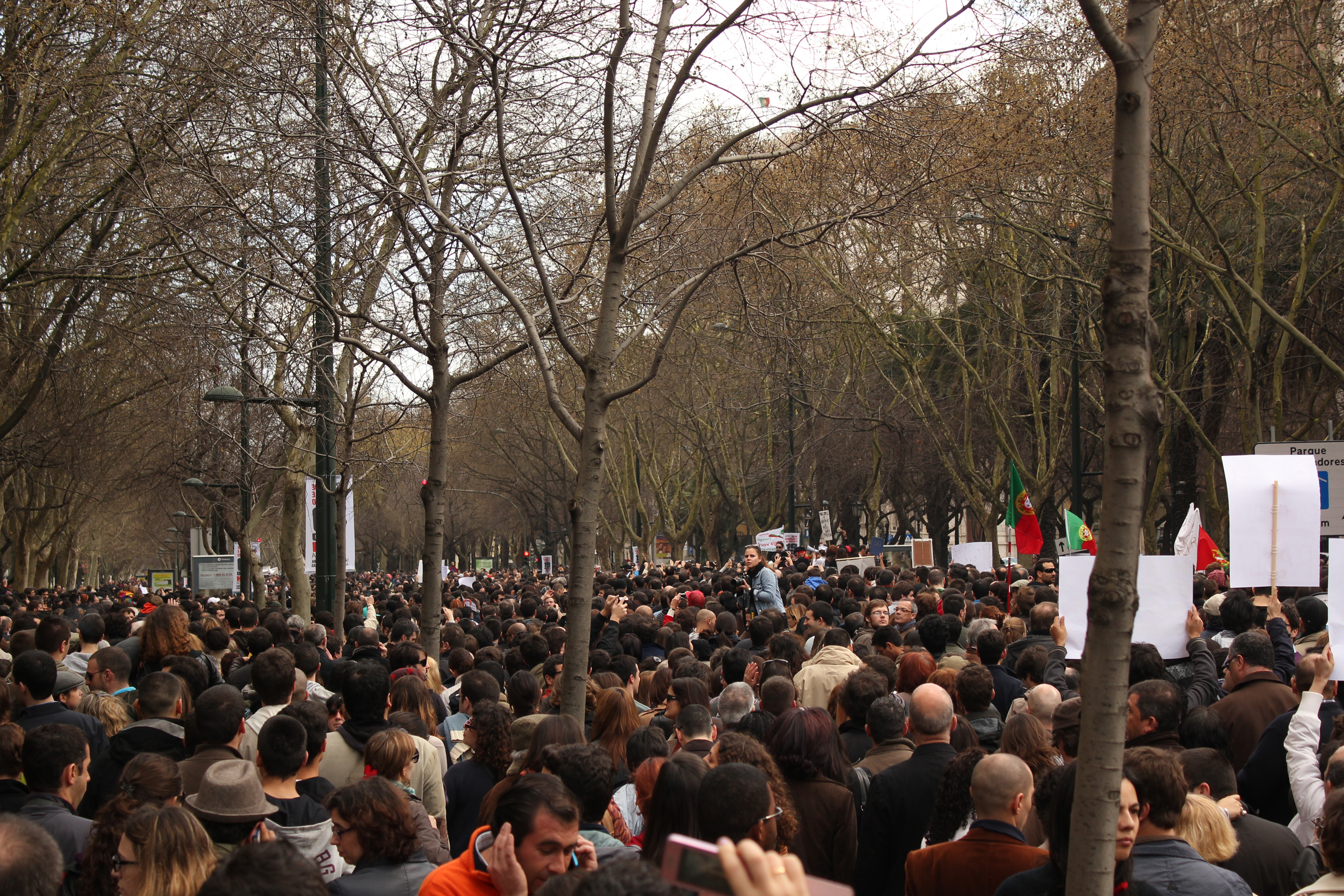
Lisboa el 12 de març de 2011

Geração à rasca és com popularment es coneix a Portugal als ciutadans que espontàniament, sense ser convocats per partits polítics ni sindicats, van començar una sèrie de protestes a partir de març de 2011. Altre nom: moviment 12 de març.
Estava composta en principi pels primers portuguesos nascuts a la democràcia, després de la revolució dels clavells dels anys setanta, que són els millor formats i preparats professionalment però que no aconsegueixen tenir salaris superiors a cinc-cents euros mensuals. S'hi suma un fort creixement de l'atur, el sentiment de manca de veritable democràcia i d'engany per part dels polítics i una política ultraliberal de gestió de la crisi financera, malgrat tenir un govern socialista (a priori d'esquerres); coronada per un "rescat econòmic" (o troika) no desitjat. Més tard s'hi van afegir ciutadans de totes les edats.
Es poden comparar amb els anomenats "Indignats" a Espanya, les protestes de Grècia començades en 2010, les protestes d'Islàndia de 2008 i altres protestes ciutadanes, pacífiques però molt generalitzades, que van anar sortint paral·lelament, de manera fractal, a Europa i al Magrib des de la crisi financera mundial de 2008. De fet, els mateixos participans d'aquestes troben que tenen objectius comuns i estan relacionats en xarxa (alguns parlen humorísticament de la PIGS League) i de posar-se d'acord en els dies a fer les majors concentracions i manifestacions. Els sistemes d'organització també són els mateixos. En aquest sentit, formen part també de la #EuropeanRevolution i de la #Wordrevolution.

## Etimologia
El nom geração à rasca és un joc de paraules en portuguès ("rasca" significa vil, menspreable; mentre que "à rasca" vol dir en dificultats) que potser es podria traduir per alguna cosa com "xusma amb problemes econòmics" o "generació fotuda" i que, com ocorre a Espanya, també ha estat anomenada "generació perduda".
Aquesta expressió va ser usada per primer cop pel periodista Vicente Jorge Silva en 1994 quan va dedicar una editorial als joves que es manifestaven contra la ministra d'educació Manuela Ferreira Leite. Va ser una expressió molt polèmica, que va aixecar nombroses crítiques, i que en 2011 van reprendre i es van apropiar els manifestants del 12 de març de 2011.